# Světelné pero

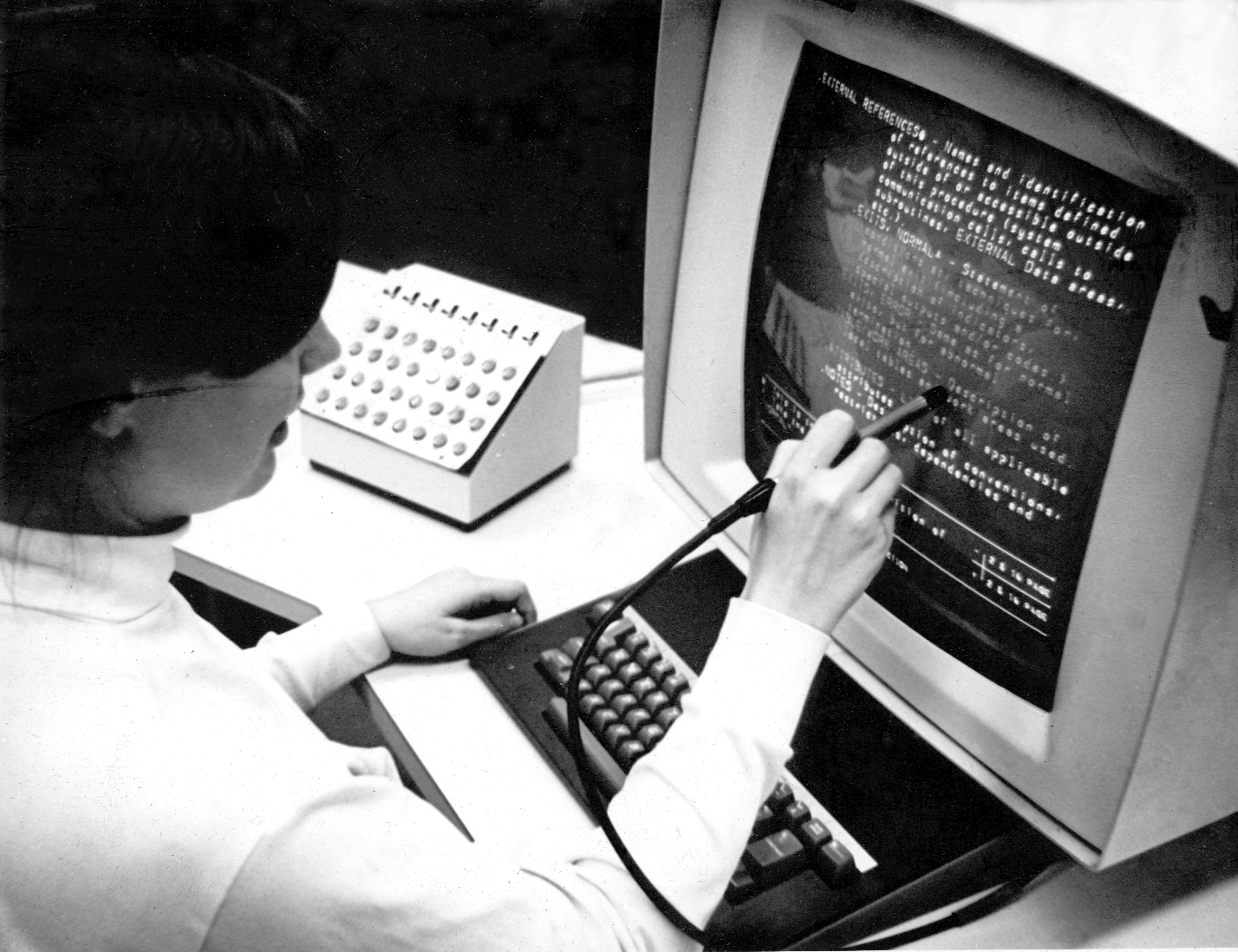
Ukázka použití světelného pera

Světelné pero (anglicky light pen) je vstupní zařízení pro počítače, které snímá pozici pera na monitoru ve spolupráci s grafickým adaptérem.

## Historie
První světelné pero, v té době ještě nazývané „light gun“, vzniklo kolem let 1945–1955 jako součást projektu Whirlwind I na MIT, kde sloužilo k výběru určitých symbolů na obrazovce  a později v projektu SAGE, kde byl použit pro taktické řízení vzdušného prostoru propojeného s radarem v reálném čase.

Veřejnost se poprvé o tomto novém vynálezu dozvěděla prostřednictví článku z roku 1962 amerického časopisu Time
„Počítače nerady jednají s lidmi,“ stěžoval si minulý týden vědec letectva Charlton Walker. „Prostě nerozumí našemu jazyku.“
Walkerova stížnost směřovala k největší zbývající překážce každodenního používání počítačů: ke skutečnosti, že zkušený programátor musí často strávit celé dny tím, že převede prvky problému do číselného nebo elektronického kódu, než může se svým strojem vést byť jen krátký rozhovor. Aby to napravily, snaží se nejméně půl tuctu amerických společností vyvinout stroj, který by dokázal komunikovat v rychlejším a jednodušším jazyce - v obrázcích. Společnost Itek Corp. z Lexingtonu ve státě Massachusetts, která je mezi elektronickými firmami relativním trpaslíkem, nyní doufá, že se jí podaří s takovým zařízením, které nazývá EDM, vyrůst ve větší společnost.

Překonat jazykovou bariéru mezi člověkem a strojem. Itek v podstatě připojil digitální počítač ke kreslířskému peru. Pomocí fotoelektrického světelného pera může operátor EDM formulovat inženýrské problémy graficky (místo jejich redukce na rovnice) na konzole, která vypadá jako plochá, neblikající televizní obrazovka.
Byl také prezentován laboratoří MIT LIncoln Lab, později známou jako ITEK Corp., prostřednictvím televizní reportáže, dnes dostupné ve veřejném videoarchivu Massachusettského technologického institutu.

## Popis funkce
Světelné pero obsahuje fotočlánek připojený k vyhodnocovací jednotce, která je součástí grafického adaptéru. Při přechodu svazku elektronů po stínítku obrazovky v bodě, kam je přiložené světelné pero, zareaguje fotočlánek vytvořením elektrického impulzu. Vyhodnocovací jednotka díky znalosti polohy světelného paprsku určí polohu pera na stínítku.
Na obrázku vlevo je světelné pero, které bylo vyráběno počátkem 80. let 20. stol. v Ústavu jaderné fyziky ČSAV pro potřeby zpracování spekter záření gama.  
Poloha pera na stínítku je stanovena takto: Po stisknutí tlačítka (které je obvykle umístěno na povrchu světelného pera) se otevře časové okno, v němž se čeká na okamžik T1, kterým je počátek prvního nového snímku. Tehdy se světelný paprsek nachází v levém horním okraji obrazovky, tj. na počátku prvního řádku obrazového rastru, sestávajícího z R řádek a S sloupců. Odtud paprsek postupně putuje na konec prvního řádku, poté se v čase T2 posune na začátek druhého řádku, atd. Poloha pera se stanoví na základě času, který uplyne mezi časem T1 a časem TX, kdy dochází k zaznamenání elektrického impulzu. V čase TX  se (tlačítkem otevřené) časové okno uzavírá.
Při neprokládaném řádkování a zanedbání zatemňovacích impulzů lze rastrovou pozici pera pR a pS vypočítat  ze vztahů
pR = kR [(TX - T1) div (T2 - T1]) , resp. pS = kS [(TX - T1) mod (T2 - T1)],
kde konstanty kR, resp.  kS závisejí na snímkové frekvenci, hodnotách R a S a na geometrii rastru.

## Použití
Světelné pero se používalo i ve videohrách, kde bylo zabudováno do makety zbraně, která pomocí optických členů umožňovala snímání polohy z větší vzdálenosti (avšak s menší přesností).
Světelné pero reaguje pouze na rozsvícené body, což ztěžuje jeho univerzální použití, může mít problémy s průnikem okolního světla do fotočlánku, znečištěním obrazovky a nefunguje s LCD displeji, takže se v současné době příliš nevyužívá a bylo nahrazeno jinými vstupními zařízeními (např. dotekovou obrazovkou).